# ブリリア大井町ラヴィアンタワー
ブリリア大井町ラヴィアンタワー（ブリリアおおいまちラヴィアンタワー、英: Brillia Ōi-machi Lavieen Tower）は、東京都品川区大井の大井町西地区第一種市街地再開発事業により建設された複合施設。2017年時点で大井一丁目南第1地区第一種市街地再開発事業も進行しており、周辺は駅前商業拠点に対するもう一つの拠点として整備されている。

## 概要
JR線・東急大井町線 大井町駅から西へ約400メートル・北側約100メートルに品川区役所がある約0.4haの区域を、駅前商業拠点に対するもうひとつの拠点として整備された。小規模宅地の密集地・街区の再編と防災性の強化を目的として、区道の街路拡幅整備・建物の共同化・不燃化等も図られている。住宅をはじめ、公益施設（保育園）、商業施設を含んだ複合施設や歩行者空間整備、空地部分及び建物屋上部分緑化など、地上28階建、地下2階の超高層ビルである。

## 沿革
- 2005年（平成17年）3月 - 都市計画決定
- 2007年（平成18年） - 組合設立（事業計画）認可
- 2009年（平成21年）8月 - 権利変換計画認可
- 2009年（平成21年）12月 - 建築工事着工
- 2012年 - 建築工事完了

## 交通
- JR京浜東北線、東急大井町線、東京臨海高速鉄道りんかい線 -大井町駅西口・東口徒歩6分
- 東急大井町線 - 下神明駅徒歩5分
- 東京都道420号鮫洲大山線沿い、地下駐車場有り